# Grundlovsdag
 For alternative betydninger, se Grundlovsdag (flertydig). (Se også artikler, som begynder med Grundlovsdag)
Grundlovsdag er en årligt tilbagevendende fejring af indførelsen af den første danske grundlov den 5. juni 1849.
Hvert år fejres dagen med især politiske taler rundt om i landet, da dagen ofte også ses som en fejring af det danske demokrati. Ledende politikere har via deres respektive organisationer foretrukne steder, hvor de traditionelt afleverer deres budskaber, der både handler om demokratiets principper og om aktuelle politiske problemstillinger.

## Historisk baggrund
Allerede forud for grundlovens vedtagelse blev der rundt om i landet afholdt såkaldte "folkefester" dels i anledning af indførelsen af stænderforsamlinger, dels til minde om stavnsbåndets ophævelse. Da Danmark fik sin demokratiske grundlov i 1849, blev sådanne fester omdannet til grundlovsfester til minde om denne begivenhed. Da der forholdsvis kort efter skete en indskrænkning af den oprindelige grundlov i form af "den gennemsete grundlov" i 1866, udviklede grundlovsfesterne sig til politiske manifestationer både hos partiet Højre (der dannede grundlaget for regeringen) og hos partiet Venstre (der udgjorde oppositionen). Ved de taler, der blev holdt ved disse sammenkomster henholdsvis forsvaredes og udtryktes angreb på de reguleringer, der var foretaget i grundloven. Et vidnesbyrd om denne datos særlige betydning for dansk folkestyre var det, at det daværende parti Bondevennernes Selskab efter 1866 blev reorganiseret under J.A. Hansens ledelse som 5. juni folkeforeninger, som allerede i 1868 nåede op på 7.300 betalende medlemmer. En allerede i 1862 oprettet Jysk Folkeforening nåede under Lars Bjørnbaks ledelse op på ca. 10.000 medlemmer. Denne spændte situation fortsatte helt frem til "systemskiftet" i 1901.
En ny grundlov fik Danmark først 5. juni 1915; ved denne fik kvinderne valgret.
Danmarks tredje og nugældende grundlov dateres 5. juni 1953. Grundlovsdag har således uforandret været den 5. juni lige siden den første grundlovs vedtagelse.

## Halv eller hel fridag
Danmark har ingen egentlig nationaldag; grundlovsdag er det nærmeste, man kommer. Den var således lovbestemt halv fridag fra 1891 til 1975.
Det er i dag ikke usædvanligt, at arbejdsgivere i deres ansættelsesaftaler med medarbejderne eller i overenskomster aftaler, at medarbejderen har enten en halv eller en hel fridag på grundlovsdag.
Grundlovsdag sidestilles med en helligdag i lukkeloven, idet en række butiksansatte får en lovbestemt fridag.

## Grundlovsfester i dag
Grundlovsfester bliver stadig afholdt mange steder i landet. Siden 1853 har Terndruplund afholdt grundlovsmøder. I 2023 var omkring 800 mennesker mødt op til årets grundlovsmøde for at fejre den Danmarks Riges Grundlov.[kilde mangler] Over 52 steder i Danmark har lokalforeninger, skoler og partier afholdt åbne arrangementer.